# Payzac (Dordonha)
Payzac é uma comuna francesa na região administrativa da Nova Aquitânia, no departamento Dordonha. Estende-se por uma área de 48,09 km². Em 2010 a comuna tinha 995 habitantes (densidade: 20,7 hab./km²).